# DeSales University
La DeSales University (DSU) è un'università privata di indirizzo cattolico con sede a Center Valley, nello stato americano della Pennsylvania.

## Storia
Le origini dell'università si rocollegano con quelle dell'Allentown College of Saint Francis de Sales. L'iniziativa di aprire un college cattolico nella sua diocesi fu di Joseph McShea, vescovo di Allentown, che nel 1962 decise di affidarla agli Oblati di San Francesco di Sales. Lo stato della Pennsylvania concesse all'istituendo college l'autorità di conferire i titoli di Bachelor of Arts e di Bachelor of Science nel 1964. I corsi partirono nel 1965.
Il dipartimento dell'educazione dello stato della Pennsylvania elevò il college al rango di università nel 2000 e l'istituto prese il nome di DeSales University.